# Ceropegia manderensis
Ceropegia manderensis är en oleanderväxtart som beskrevs av Masinde. Ceropegia manderensis ingår i släktet Ceropegia och familjen oleanderväxter. Inga underarter finns listade i Catalogue of Life.